# Yasuyuki Kuwahara
Yasuyuki Kuwahara, född 22 december 1942 i Hiroshima prefektur, Japan, död 1 mars 2017, är en japansk tidigare fotbollsspelare.
Han blev olympisk bronsmedaljör i fotboll vid sommarspelen 1968 i Mexico City.